# Nagoldtalbahn
| |                                                                                                  |                                           |                                           |
| Streckennummer (DB): | 4850                                                                                             |                                           |                                           |
| Kursbuchstrecke (DB): | 774                                                                                              |                                           |                                           |
| Kursbuchstrecke: | 302m (1946) 302k (Pforzheim – Pforzheim-Brötzingen 1946)                                         |                                           |                                           |
| Streckenlänge: | 56,165 km                                                                                        |                                           |                                           |
| Spurweite: | 1435 mm (Normalspur)                                                                             |                                           |                                           |
| Streckenklasse: | D4 (Pforzheim Hbf–Brötzingen Mitte, D4 ( Nagold–Hochdorf (b Horb))) CE (Brötzingen Mitte–Nagold) |                                           |                                           |
| Zugbeeinflussung: | PZB                                                                                              |                                           |                                           |
| Zweigleisigkeit: | Pforzheim Hbf–Brötzingen Mitte                                                                   |                                           |                                           |
| |                                                                                                  |                                           |                                           |
| \| \| \| von Stuttgart \| \| \| \| 0,091 \| Pforzheim Hbf \| 280 m \| \| \| \| nach Karlsruhe \| \| \| \| 1,200 \| Pforzheim Durlacher Straße (geplant) \| Pforzheim Durlacher Straße (geplant) \| \| \| 1,300 \| Infrastrukturgrenze DB Netz / AVG \| Infrastrukturgrenze DB Netz / AVG \| \| \| 1,865 \| Pforzheim Maihälden \| Pforzheim Maihälden \| \| \| \| Pforzheimer Kleinbahn (bis 1968) \| \| \| \| 2,815 \| Brötzingen Mitte \| Brötzingen Mitte \| \| \| 2,925 \| Pforzheim-Brötzingen (Keilbahnhof) \| Pforzheim-Brötzingen (Keilbahnhof) \| \| \| \| nach Bad Wildbad \| \| \| \| \| Königskurve von Bad Wildbad \| \| \| \| 3,400 \| Infrastrukturgrenze AVG / DB Netz \| Infrastrukturgrenze AVG / DB Netz \| \| \| \| Enz \| \| \| \| 3,614 \| Brötzinger Tunnel (406 m) \| Brötzinger Tunnel (406 m) \| \| \| 4,400 \| Pforzheim-Dillstein (bis 1982)[1] \| 283 m \| \| \| 5,157 \| Weißensteiner Tunnel (371 m) \| Weißensteiner Tunnel (371 m) \| \| \| 5,737 \| Pforzheim-Weißenstein \| 287 m \| \| \| 7,402 \| Zelgenbergtunnel (560 m) \| Zelgenbergtunnel (560 m) \| \| \| 9,000 \| Grunbach-Salmbach \| 297 m \| \| \| 10,200 \| ehem. Landesgrenze Baden / Württemberg \| ehem. Landesgrenze Baden / Württemberg \| \| \| 12,256 \| Unterreichenbach \| 308 m \| \| \| \| Eisenbahnbrücke Unterreichenbach \| \| \| \| 15,733 \| Monbach-Neuhausen \| 316 m \| \| \| 18,8+131 \| Bad Liebenzell \| 319 m \| \| \| 18,8+181,6 18,9+80,0 \| Kilometrierungssprung \| Kilometrierungssprung \| \| \| 21,800 \| Ernstmühl \| 335 m \| \| \| 23,511 \| Hirsau \| 344 m \| \| \| 25,850 \| Calw (seit 1989) \| Calw (seit 1989) \| \| \| \| Bundesstraße 296 \| \| \| \| \| von Stuttgart-Zuffenhausen \| \| \| \| 26,800 \| Calw (bis 1989) \| Calw (bis 1989) \| \| \| 27,500 \| Nagold \| Nagold \| \| \| 27,646 \| Rudersbergtunnel (477 m) \| Rudersbergtunnel (477 m) \| \| \| \| Kentheimer Brücke \| \| \| \| 30,322 \| Bad Teinach / Neubulach \| 349 m \| \| \| 31,072 \| Schlossbergtunnel (280 m) \| Schlossbergtunnel (280 m) \| \| \| 32,700 \| Talmühle (Württ) \| 358 m \| \| \| 34,940 \| Kengeltunnel (226 m) \| Kengeltunnel (226 m) \| \| \| \| Kengel \| \| \| \| 37,087 \| Wildberg (Württ) \| 372 m \| \| \| 37,216 \| Wildberger Tunnel (253 m) \| Wildberger Tunnel (253 m) \| \| \| 40,175 \| Bettenbergtunnel (166 m) \| Bettenbergtunnel (166 m) \| \| \| \| Bettenberg \| \| \| \| 41,700 \| Emmingen (Württ) (Reaktivierung geplant) \| 403 m \| \| \| 45,846 \| Nagold \| 426 m \| \| \| \| Schmalspurbahn nach Altensteig (bis 1967) \| \| \| \| 46,500 \| Nagold Stadtmitte \| Nagold Stadtmitte \| \| \| 47,457 \| Nagold-Steinberg \| Nagold-Steinberg \| \| \| 48,454 \| Nagold-Iselshausen \| 450 m \| \| \| 52,000 \| Gündringen \| 482 m \| \| \| 53,832 \| Hochdorfer Tunnel (1557 m) \| Hochdorfer Tunnel (1557 m) \| \| \| \| von Schiltach \| \| \| \| 56,256 \| Hochdorf (b Horb) \| 511 m \| \| \| \| nach Eutingen im Gäu \| \| \| \| \| \| \| \| Quellen: [2][3] \| \| \| \| |                                                                                                  |                                           |                                           |
| Strecke |                                                                                                  | von Stuttgart                             | von Stuttgart                             |
| Bahnhof | 0,091                                                                                            | Pforzheim Hbf                             | 280 m                                     |
| Abzweig geradeaus und nach rechts |                                                                                                  | nach Karlsruhe                            | nach Karlsruhe                            |
| ehemaliger Haltepunkt / Haltestelle | 1,200                                                                                            | Pforzheim Durlacher Straße (geplant)      | Pforzheim Durlacher Straße (geplant)      |
| Wechsel des Eisenbahninfrastrukturunternehmens | 1,300                                                                                            | Infrastrukturgrenze DB Netz / AVG         | Infrastrukturgrenze DB Netz / AVG         |
| Haltepunkt / Haltestelle | 1,865                                                                                            | Pforzheim Maihälden                       | Pforzheim Maihälden                       |
| Kreuzung mit U-Bahn geradeaus oben (Querstrecke außer Betrieb) |                                                                                                  | Pforzheimer Kleinbahn (bis 1968)          | Pforzheimer Kleinbahn (bis 1968)          |
| Bahnhof | 2,815                                                                                            | Brötzingen Mitte                          | Brötzingen Mitte                          |
| ehemaliger Bahnhof | 2,925                                                                                            | Pforzheim-Brötzingen (Keilbahnhof)        | Pforzheim-Brötzingen (Keilbahnhof)        |
| Abzweig geradeaus und nach rechts |                                                                                                  | nach Bad Wildbad                          | nach Bad Wildbad                          |
| Abzweig geradeaus und ehemals von rechts |                                                                                                  | Königskurve von Bad Wildbad               | Königskurve von Bad Wildbad               |
| Wechsel des Eisenbahninfrastrukturunternehmens | 3,400                                                                                            | Infrastrukturgrenze AVG / DB Netz         | Infrastrukturgrenze AVG / DB Netz         |
| Brücke über Wasserlauf |                                                                                                  | Enz                                       | Enz                                       |
| Tunnel | 3,614                                                                                            | Brötzinger Tunnel (406 m)                 | Brötzinger Tunnel (406 m)                 |
| ehemaliger Haltepunkt / Haltestelle | 4,400                                                                                            | Pforzheim-Dillstein (bis 1982)            | 283 m                                     |
| Tunnel | 5,157                                                                                            | Weißensteiner Tunnel (371 m)              | Weißensteiner Tunnel (371 m)              |
| Bahnhof | 5,737                                                                                            | Pforzheim-Weißenstein                     | 287 m                                     |
| Tunnel | 7,402                                                                                            | Zelgenbergtunnel (560 m)                  | Zelgenbergtunnel (560 m)                  |
| ehemaliger Bahnhof | 9,000                                                                                            | Grunbach-Salmbach                         | 297 m                                     |
| ehemalige Grenze | 10,200                                                                                           | ehem. Landesgrenze Baden / Württemberg    | ehem. Landesgrenze Baden / Württemberg    |
| Bahnhof | 12,256                                                                                           | Unterreichenbach                          | 308 m                                     |
| Brücke |                                                                                                  | Eisenbahnbrücke Unterreichenbach          | Eisenbahnbrücke Unterreichenbach          |
| Haltepunkt / Haltestelle | 15,733                                                                                           | Monbach-Neuhausen                         | 316 m                                     |
| Bahnhof | 18,8+131                                                                                         | Bad Liebenzell                            | 319 m                                     |
| Kilometer-Wechsel | 18,8+181,6 18,9+80,0                                                                             | Kilometrierungssprung                     | Kilometrierungssprung                     |
| ehemaliger Haltepunkt / Haltestelle | 21,800                                                                                           | Ernstmühl                                 | 335 m                                     |
| Haltepunkt / Haltestelle | 23,511                                                                                           | Hirsau                                    | 344 m                                     |
| Haltepunkt / Haltestelle | 25,850                                                                                           | Calw (seit 1989)                          | Calw (seit 1989)                          |
| Brücke |                                                                                                  | Bundesstraße 296                          | Bundesstraße 296                          |
| Abzweig geradeaus und ehemals von links |                                                                                                  | von Stuttgart-Zuffenhausen                | von Stuttgart-Zuffenhausen                |
| ehemaliger Bahnhof | 26,800                                                                                           | Calw (bis 1989)                           | Calw (bis 1989)                           |
| Brücke über Wasserlauf | 27,500                                                                                           | Nagold                                    | Nagold                                    |
| Tunnel | 27,646                                                                                           | Rudersbergtunnel (477 m)                  | Rudersbergtunnel (477 m)                  |
| Brücke |                                                                                                  | Kentheimer Brücke                         | Kentheimer Brücke                         |
| Bahnhof | 30,322                                                                                           | Bad Teinach / Neubulach                   | 349 m                                     |
| Tunnel | 31,072                                                                                           | Schlossbergtunnel (280 m)                 | Schlossbergtunnel (280 m)                 |
| ehemaliger Haltepunkt / Haltestelle | 32,700                                                                                           | Talmühle (Württ)                          | 358 m                                     |
| Tunnel | 34,940                                                                                           | Kengeltunnel (226 m)                      | Kengeltunnel (226 m)                      |
| ehemaliger Dienststation / Betriebs- oder Güterbahnhof |                                                                                                  | Kengel                                    | Kengel                                    |
| Bahnhof | 37,087                                                                                           | Wildberg (Württ)                          | 372 m                                     |
| Tunnel | 37,216                                                                                           | Wildberger Tunnel (253 m)                 | Wildberger Tunnel (253 m)                 |
| Tunnel | 40,175                                                                                           | Bettenbergtunnel (166 m)                  | Bettenbergtunnel (166 m)                  |
| ehemaliger Dienststation / Betriebs- oder Güterbahnhof |                                                                                                  | Bettenberg                                | Bettenberg                                |
| ehemaliger Bahnhof | 41,700                                                                                           | Emmingen (Württ) (Reaktivierung geplant)  | 403 m                                     |
| Bahnhof | 45,846                                                                                           | Nagold                                    | 426 m                                     |
| Abzweig geradeaus und ehemals nach rechts |                                                                                                  | Schmalspurbahn nach Altensteig (bis 1967) | Schmalspurbahn nach Altensteig (bis 1967) |
| Haltepunkt / Haltestelle | 46,500                                                                                           | Nagold Stadtmitte                         | Nagold Stadtmitte                         |
| Haltepunkt / Haltestelle | 47,457                                                                                           | Nagold-Steinberg                          | Nagold-Steinberg                          |
| Haltepunkt / Haltestelle | 48,454                                                                                           | Nagold-Iselshausen                        | 450 m                                     |
| ehemaliger Bahnhof | 52,000                                                                                           | Gündringen                                | 482 m                                     |
| Tunnel | 53,832                                                                                           | Hochdorfer Tunnel (1557 m)                | Hochdorfer Tunnel (1557 m)                |
| Abzweig geradeaus und von rechts |                                                                                                  | von Schiltach                             | von Schiltach                             |
| Bahnhof | 56,256                                                                                           | Hochdorf (b Horb)                         | 511 m                                     |
| Strecke |                                                                                                  | nach Eutingen im Gäu                      | nach Eutingen im Gäu                      |
| |                                                                                                  |                                           |                                           |
| Quellen: |                                                                                                  |                                           |                                           |

Die Nagoldtalbahn ist eine Hauptbahn in Baden-Württemberg. Sie verläuft im Nordschwarzwald von Pforzheim nach Hochdorf (b Horb) und folgt größtenteils dem Fluss Nagold.

## Geschichte

### Planung und Bau
Am 18. Februar 1865 wurde zwischen dem Großherzogtum Baden und dem Königreich Württemberg ein Staatsvertrag vereinbart, der den Bau zweier Bahnstrecken beinhaltete. Eine Strecke sollte von Pforzheim nach Wildbad verlaufen, die andere von Pforzheim nach Calw. Am 25. April 1865 wurde in Württemberg vom damaligen Staatsminister Karl von Varnbüler mittels eines Ministerialvortrags das dritte grundlegende Eisenbahngesetz eingebracht, mit dem der Bau der Bahnstrecke endgültig beschlossen wurde.
Hauptgründe für die Planung einer solchen Strecke waren einerseits die Absicht, eine Konkurrenzstrecke zur Badischen Hauptbahn Mannheim–Basel in Nord-Süd-Richtung bis in die Schweiz zu schaffen, zumal in Basel zwischen dem Badischen Bahnhof und dem Schweizer Bahnhof zu diesem Zeitpunkt noch der Lückenschluss fehlte. Andererseits sollte der Abschnitt Calw–Hochdorf, zusammen mit der ebenfalls geplanten Württembergischen Schwarzwaldbahn Stuttgart–Calw, den Teil einer Nord-Süd-Magistrale bilden, die bis dahin über die 1864 eröffnete Obere Neckarbahn von Stuttgart über Plochingen und Tübingen nach Horb verlief. Eine direkte Verbindung von Stuttgart durch das Gäu in Richtung Süden wurde aufgrund der schwierigen topografischen Verhältnisse zunächst nicht in Angriff genommen.
Der Eisenbahnbau im Nordschwarzwald wurde jedoch durch den Koalitionskrieg von 1866 verzögert. In den Jahren zwischen 1868 und 1872 wurden insgesamt vier Gesetze verabschiedet, welche die finanziellen Mittel für den Bau der Bahnstrecke sicherstellen sollten. Außerdem verzögerte der Deutsch-Französische Krieg in den Jahren 1870 und 1871 die Bauarbeiten auf der Strecke, die die Königlich Württembergische Staats-Eisenbahnen durchführen ließen.

### Königlich Württembergische Staats-Eisenbahnen (1868–1920)

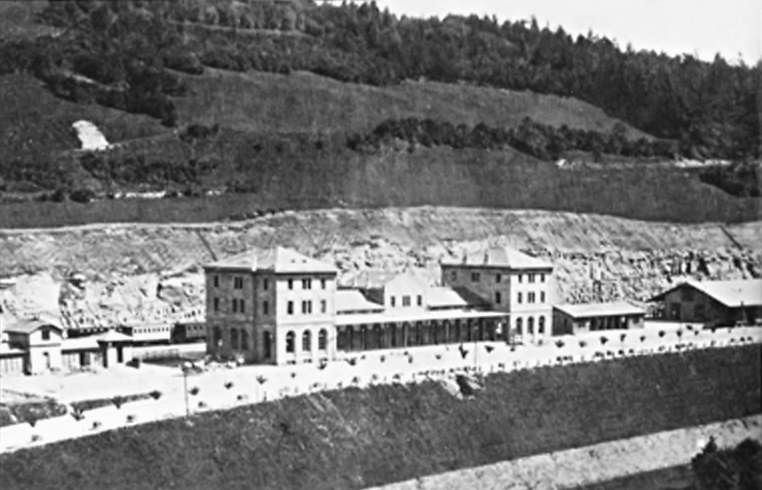
Bahnhof Calw im Jahr 1872 (in Betrieb bis 1989)

Gleichzeitig mit Eröffnung der Enztalbahn wurde der Betrieb zwischen Pforzheim und Brötzingen am 11. Juni 1868 aufgenommen. Der Abschnitt Calw–Nagold wurde im Anschluss an die in Stuttgart-Zuffenhausen beginnende Württembergische Schwarzwaldbahn gebaut und am 20. Juni 1872 eröffnet. Am 1. Juni 1874 folgte unter der Leitung von Oberbaurat Carl Julius Abel die Eröffnung der Abschnitte Brötzingen–Calw und Nagold–Hochdorf. Gleichzeitig ging auch der anschließende Abschnitt bis Horb in Betrieb, der heute aber den Strecken Eutingen im Gäu–Schiltach (Strecke 4880) beziehungsweise Stuttgart–Horb (Strecke 4860) zugerechnet wird.
Die Königlich Württembergischen Staats-Eisenbahnen bezeichneten ihre Hauptstrecken nach Flüssen, Regionen oder Relationen. Die offizielle Bezeichnung der Strecke durch das Nagoldtal lautete deshalb in der Zeit der Monarchie stets nur „Nagoldbahn“. Die Anfügung „-tal“ kam erst in der Zeit der Deutschen Reichsbahn und Deutschen Bundesbahn auf. Letztere bezeichnete die Nagoldbahn in ihrer Werbung aus den 1950er Jahren als „Ostschwarzwaldbahn“.
Bis zum Zweiten Weltkrieg begann die Nagoldbahn an einem separaten, württembergischen Kopfbahnhof in Pforzheim, der auch den Zügen der Enzbahn diente und abseits des badischen Bahnhofs an der Bahnstrecke Karlsruhe–Mühlacker lag. Damals bildeten die Strecken nach Hochdorf und Wildbad trotz ihres gemeinsamen Verlaufs bis Brötzingen zwei unabhängige, eingleisige Strecken, die parallel zueinander verliefen. Man unterschied dabei ein „Nagoldbahngleis“ und ein „Enzbahngleis“. Darüber hinaus wurde bei Brötzingen die so genannte Königskurve angelegt, die durchgehende Fahrten von Calw nach Wildbad ohne Fahrtrichtungswechsel ermöglichte. Zwischen Calw und Hochdorf fuhren anfangs außerdem Fernzüge von Stuttgart nach Singen am Hohentwiel und weiter bis an den Bodensee oder nach Schaffhausen. Da jedoch nur fünf Jahre später die Strecke von Stuttgart über Eutingen im Gäu nach Freudenstadt eröffnet wurde, gab es durch die Bahnstrecke Stuttgart–Horb seither einen deutlich kürzeren Weg von Stuttgart Richtung Süden, weshalb der Fernverkehr auf diese Strecke wechselte.

### Deutsche Reichsbahn (1920–1945)
Die Besetzung der Stadt Offenburg durch Frankreich im Jahr 1923 hatte zur Folge, dass die von Karlsruhe nach Basel auf der Bahnstrecke Mannheim–Basel verkehrenden Schnellzüge über Nagoldtalbahn und Höllentalbahn umgeleitet werden mussten. Die Haltepunkte Grunbach-Salmbach und Monbach-Neuhausen wurden in diesem Zusammenhang durch den Bau von Ausweichgleisen zu Bahnhöfen umgebaut. 1933 wurde der Bahnhof Eutingen an seine heutige Stelle verlegt, seither fuhren einige Züge der Nagoldtalbahn über Hochdorf (b Horb) hinaus nicht mehr nach Horb, sondern zum neuen Eutinger Bahnhof.
Aus militärstrategischen Gründen diente die Relation Horb – Hochdorf – Calw – Leonberg – Kornwestheim als Entlastungsstrecke für die Gäubahn, die 1940 dann tatsächlich als Aufmarschlinie für den Westfeldzug fungierte. Deshalb entstanden an der Strecke die – offiziell „Ausweichstellen“ genannten – strategischen Betriebsbahnhöfe Bettenberg und Kengel. Sie besaßen keine Anlagen für den öffentlichen Verkehr und waren vermutlich nur wenige Wochen 1940 in Betrieb. Ihre Inbetriebnahme wurde selbst bahnintern geheim gehalten, nur ihre Außerbetriebsetzung ist amtlich dokumentiert. Ihre Lage im Waldgebiet und Einschnitten vor Tunneln wurde möglichst so gewählt, dass sie aus der Luft schlecht erkennbar waren. Ihr Bedarf durfte auch intern nur mit „Steigerung der Streckenleistung“ begründet werden. Vermutlich bereits anlässlich des Russlandfeldzuges wurden die Gleise wieder abgebaut, bei Kriegsende waren sie nicht mehr vorhanden. Aus den gleichen Gründen erhielt die Station Iselshausen ein Kreuzungsgleis. Die Länge dieser Kreuzungsgleise betrug 550 Meter, was der genormten Länge eines Militärzuges (500 m) zuzüglich einer oder zwei Lokomotiven entsprach.

### Zwischen Kriegsende und Bahnreform (1945–1993)
Nachdem während der Bombardierungen von Pforzheim während des Zweiten Weltkrieges die Enzbrücke gesprengt worden war, diente bis zu deren Wiederaufbau der Bahnhof Pforzheim-Weißenstein als nördlicher Anfangs- beziehungsweise Endpunkt. Ab 1948 war die Strecke wieder durchgehend befahrbar. In den Folgejahren wurden zahlreiche Unterwegshalte mangels Rentabilität aufgelassen, teilweise wie bei den Haltepunkten Grunbach-Salmbach und Talmühle war deren Lage weitab von größeren Wohnsiedlungen ausschlaggebend. Einen weiteren Bedeutungsverlust erfuhr die Nagoldtalbahn durch die Aufgabe des Bahnbetriebswerks Calw. Im Oktober 1953 wurde dieses in eine Außenstelle des Betriebswerks Pforzheim umgewandelt und eineinhalb Jahre später als offizielle Dienststelle aufgegeben. Nachdem es noch knapp zwei Jahrzehnte zur Abstellung und Wartung von Schienenfahrzeugen gedient hatte, wurde es in den 1970er Jahren endgültig aufgegeben und zurückgebaut.

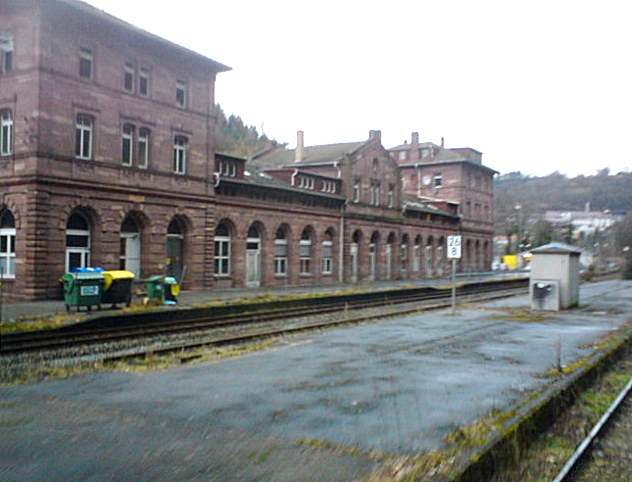
Der alte Bahnhof Calw, 1989 aufgegeben

Nachdem auf der Württembergischen Schwarzwaldbahn zwischen Weil der Stadt und Calw 1983 zunächst der Personen- und 1988 der Güterverkehr eingestellt worden war, verlor der Bahnhof Calw seine Funktion als Anschlussbahnhof. Die in Nagold abzweigende Schmalspurbahn nach Altensteig war bereits 1967 stillgelegt worden. 1989 wurde auf der Nagoldtalbahn der Signalisierte Zugleitbetrieb eingeführt. Damit wurden bis 2011 vom Bahnhof Bad Liebenzell aus die Bahnhöfe Unterreichenbach, Bad Teinach, Wildberg und Nagold ferngesteuert, und mittels dieses Systems werden unter anderem Weichen, Signale und Schranken von zentraler Stelle überwacht. In Calw erfolgte zeitgleich mit dem SZB die Inbetriebnahme eines Haltepunktes im Gebäude des neu geschaffenen Zentralen Omnibusbahnhof (ZOB). Mit Inbetriebnahme dieses zentral im Ort gelegenen Nahverkehrsknotenpunktes wurde der alte Bahnhof im Personenverkehr aufgegeben.

### Deutsche Bahn (seit 1994)
Nachdem die Nagoldtalbahn bereits nach Ende des Zweiten Weltkrieges im überregionalen Verkehr an Bedeutung verloren hatte, wurden 1995 die verbliebenen Kurswagen von Fernzügen aufgegeben. Seitdem dient die Strecke ausschließlich dem Nahverkehr. Da die benachbarte Enztalbahn zur selben Zeit zunehmend von der Stilllegung bedroht war, wurde sie Anfang 2000 von der Albtal-Verkehrs-Gesellschaft (AVG) übernommen, und Ende 2002 in die Stadtbahn Karlsruhe integriert. Daraus ergaben sich auf dem im Enztal gelegenen Abschnitt der Nagoldtalbahn neben der Elektrifizierung weitere Verbesserungen. Waren Nagold- und Enztalbahn trotz ihres gemeinsamen Laufweges bis Pforzheim-Brötzingen zuvor zwei voneinander unabhängige eingleisige Strecken, wurde die Gleisstruktur so umgebaut, dass der entsprechende Abschnitt seither eine durchgehend zweigleisige Strecke ist. Außerdem wurde der Trennungsbahnhof Brötzingen durch den neuen Bahnhof Brötzingen Mitte ersetzt, der sich in einer günstigeren Lage zum entsprechenden Pforzheimer Stadtteil befindet. Auch wurde zwischen Pforzheim Hbf und Brötzingen der Haltepunkt Pforzheim Maihälden errichtet. Der Abschnitt Pforzheim Hbf – Brötzingen Mitte wird seitdem von der AVG betrieben, die restliche Strecke von DB Netz.

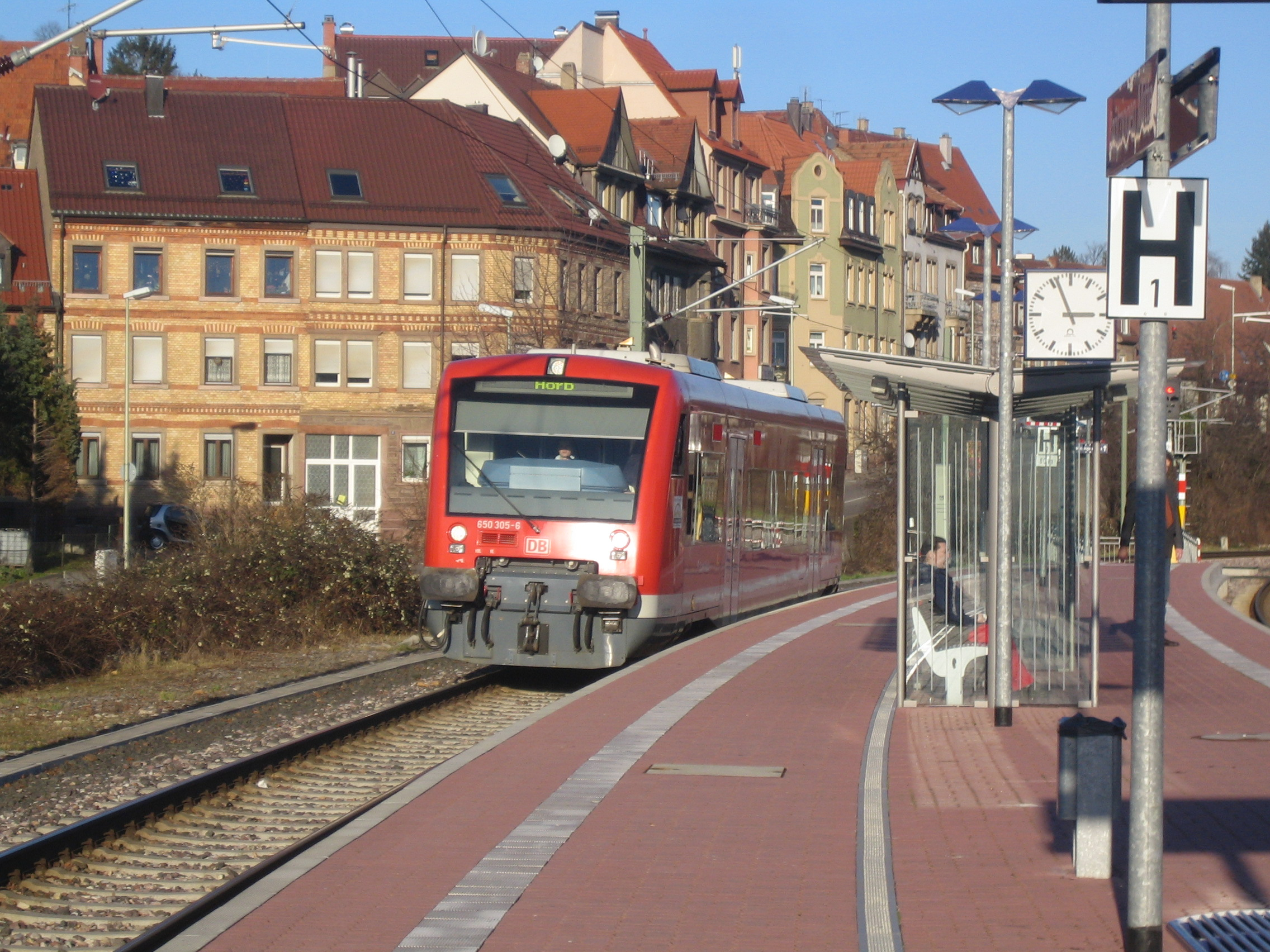
Zug im 2002 eingerichteten Bahnhof Brötzingen Mitte, der den alten Bahnhof Brötzingen ersetzte

Im Rahmen einer europaweiten Ausschreibung des Bahnbetriebes wurde der Nahverkehr auf der Strecke zum Fahrplanwechsel im Dezember 2005 von der DB-Tochtergesellschaft DB ZugBus RAB übernommen und unter dem Namen „Kulturbahn“ vermarktet. Mit der Betriebsaufnahme wurde während der Hauptverkehrszeiten ein Halbstundentakt zwischen Pforzheim und Nagold sowie ein Stundentakt weiter nach Horb eingerichtet. Gleichzeitig wurde der Betrieb auf Dieseltriebzüge vom Typ Stadler Regio-Shuttle RS 1 umgestellt. Zum Fahrplanwechsel im Dezember 2008 wurde der Bahnhof Pforzheim-Weißenstein reaktiviert, der zugleich seine Funktion als Kreuzungsbahnhof zurückerhielt. Zum selben Zeitpunkt wurde mit dem Haltepunkt Nagold-Steinberg ein neu erbauter Haltepunkt an der Strecke eingeweiht, der bis zum 14. Juni 2009 als Nagold-Süd bezeichnet wurde. Mit der Wiederinbetriebnahme des Bahnhofs Pforzheim-Weißenstein erfolgte 2008 die Verkürzung des SZB-Abschnittes von Pforzheim-Brötzingen nach Pforzheim-Weißenstein, wodurch der Streckenabschnitt im Signalisierten Zugleitbetrieb zu einer Inselstrecke innerhalb des ESTW Freudenstädter Stern wurde. Zum Fahrplanwechsel im Dezember 2011 wurde die vollständige Modernisierung der Strecke abgeschlossen. Seitdem wird die Nagoldtalbahn an Wochentagen zwischen Pforzheim und Nagold, teilweise Hochdorf, halbstündlich bedient. Alle Bahnsteige wurden auf eine einheitliche Höhe von 55 Zentimetern gebracht und die neuen Haltepunkte Nagold Stadtmitte und Nagold-Iselshausen eröffnet. Diese Haltepunkte konnten somit rechtzeitig zur Landesgartenschau 2012 in Nagold fertig gestellt werden. Die Sanierung der Strecke umfasste auch eine Sanierung sämtlicher Tunnel sowie die Ausstattung der Strecke mit Ks-Signalen. Darüber hinaus wurde die gesamte Strecke an das Elektronische Stellwerk (ESTW) Freudenstädter Stern angeschlossen und die Betriebsführung im Signalisierten Zugleitbetrieb (SZB) aufgegeben. Der Zugleiter Bad Liebenzell wurde bereits zum 30. September 2011 als Dienstposten aufgegeben.

### Zukunft
Zwischen Pforzheim Hauptbahnhof und Pforzheim Maihälden wird seit etwa 2000 ein Haltepunkt an der Durlacher Straße gefordert. Dieser wurde aufgrund von Fahrplanproblemen zurückgestellt, der Verkehrsclub Deutschland (VCD) fordert aber aufgrund von neuer Wohnbebauung in der Umgebung erneut dessen Realisierung.
Die Elektrifizierung des Abschnittes Nagold–Hochdorf ist im Elektrifizierungskonzept des Landes Baden-Württemberg mit vordringlichem Bedarf enthalten, diese würde das direkte Führen elektrisch angetriebener Züge zwischen Nagold und Stuttgart ermöglichen. Die Kosten hierfür wurden durch die Stadt Nagold mit 16 Millionen Euro beziffert. Aufgrund des hohen Aufwandes der Elektrifizierung der Tunnel sowie aufgrund der eingeschränkten Nutzbarkeit der Strecke im Güterverkehr ist eine durchgehende Elektrifizierung der Strecke nicht vorgesehen.
Nach Angaben der DB Netz steht Anfang der 2030er Jahre eine Sanierung der Tunnelbauwerke an.

## Streckenbeschreibung

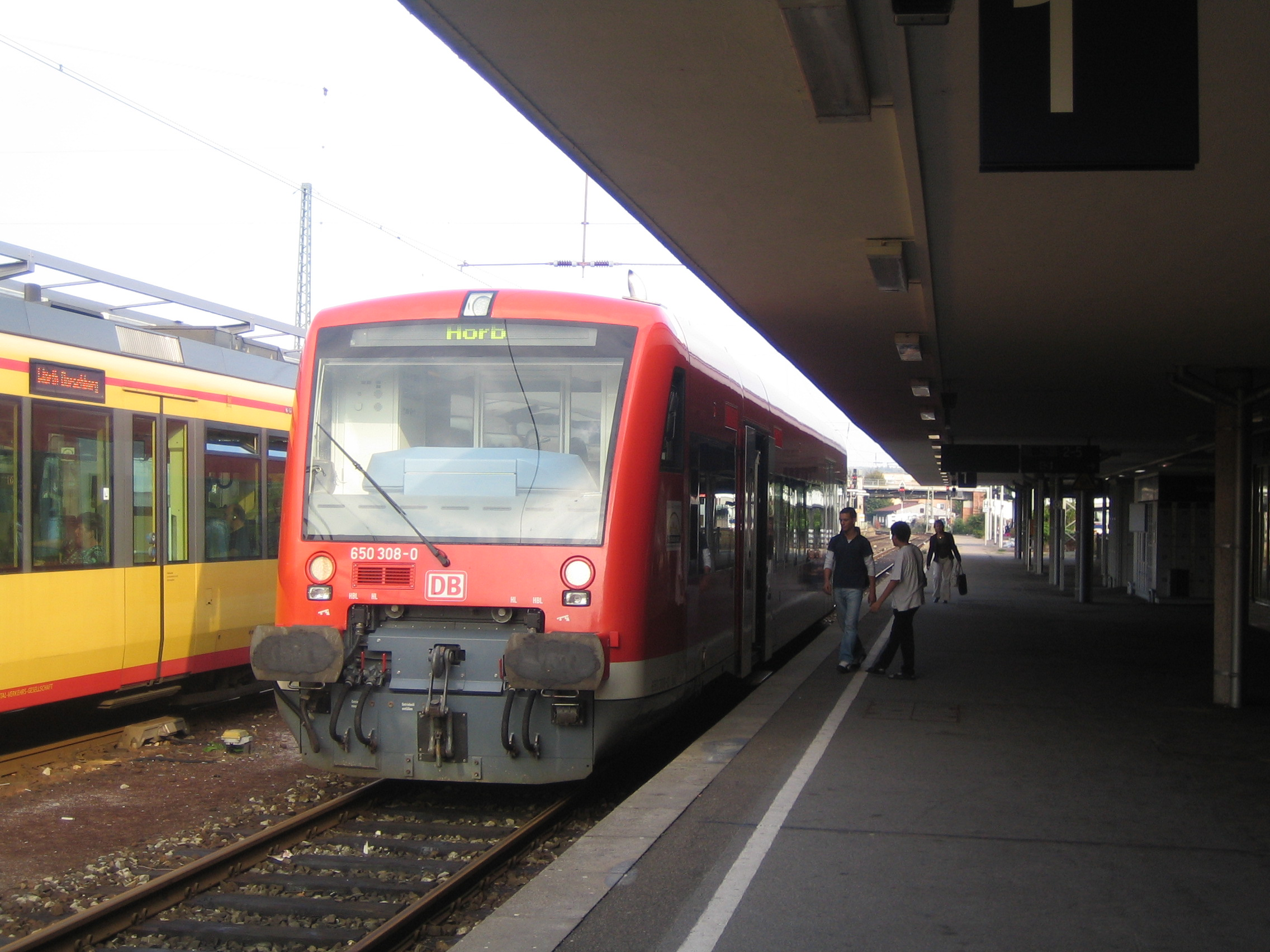
Zug der Nagoldtalbahn im Hauptbahnhof von Pforzheim, dem Ausgangspunkt der Strecke (2006)

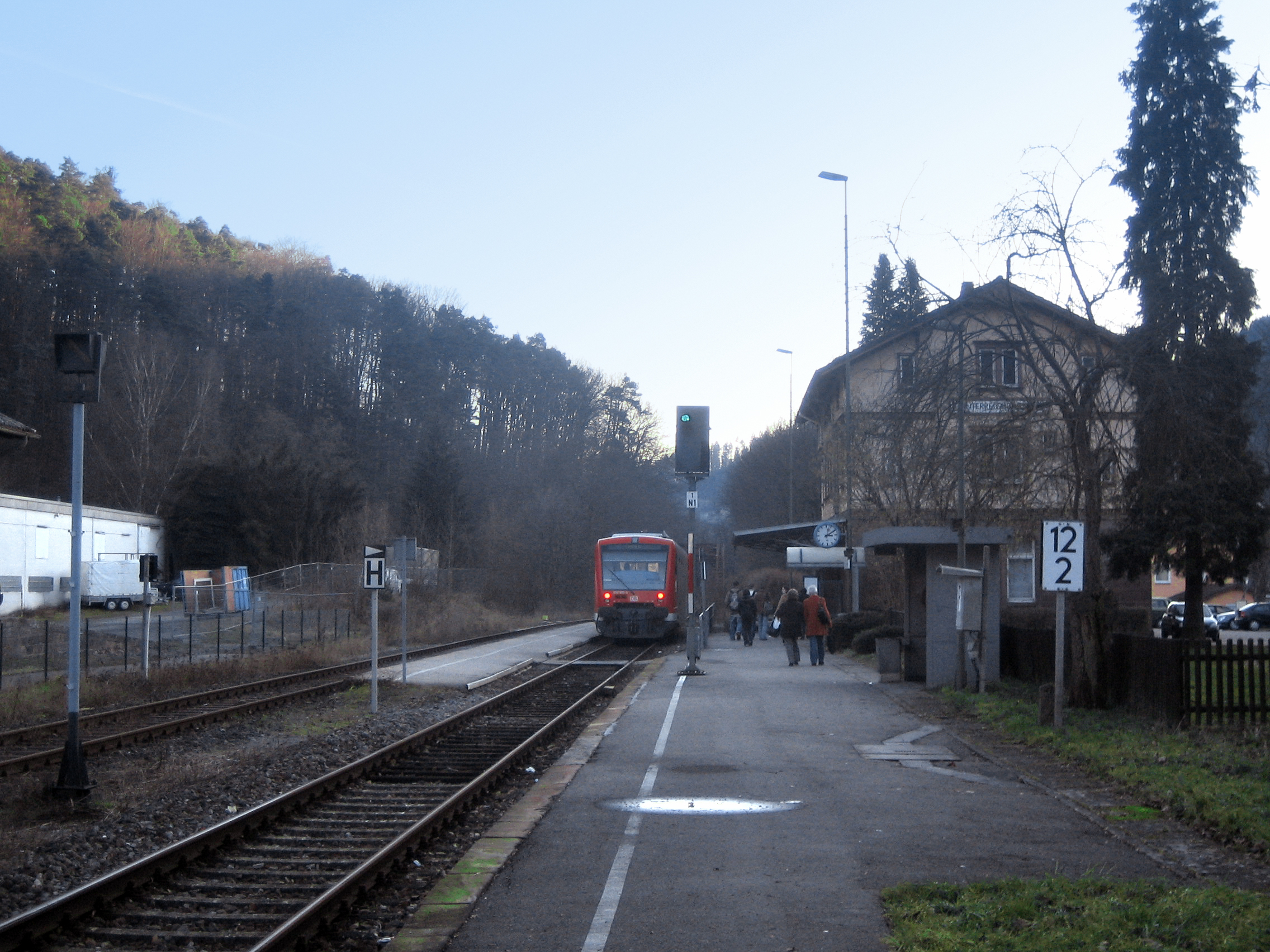
Bahnhof Unterreichenbach

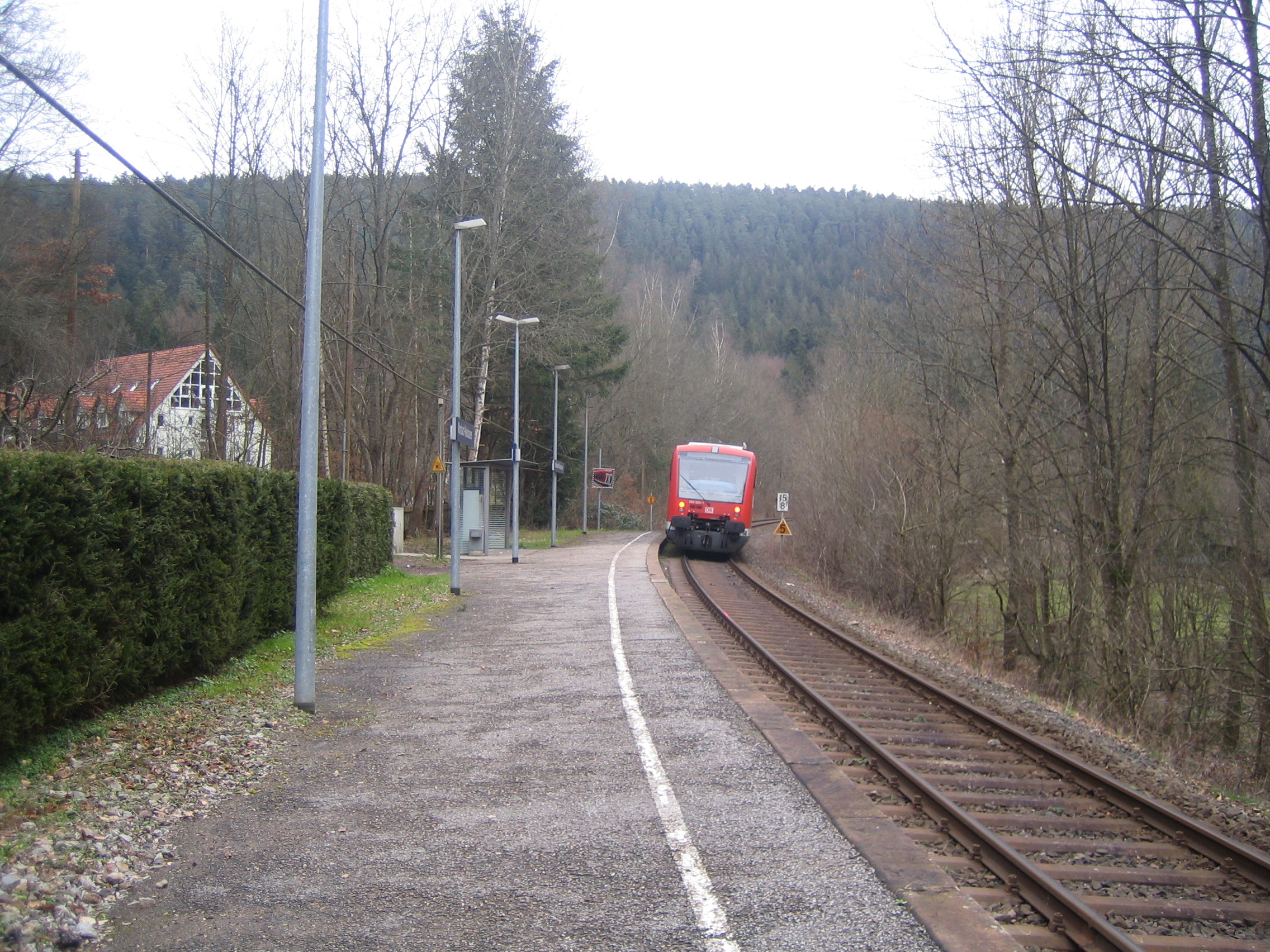
Bedarfshaltepunkt Monbach-Neuhausen

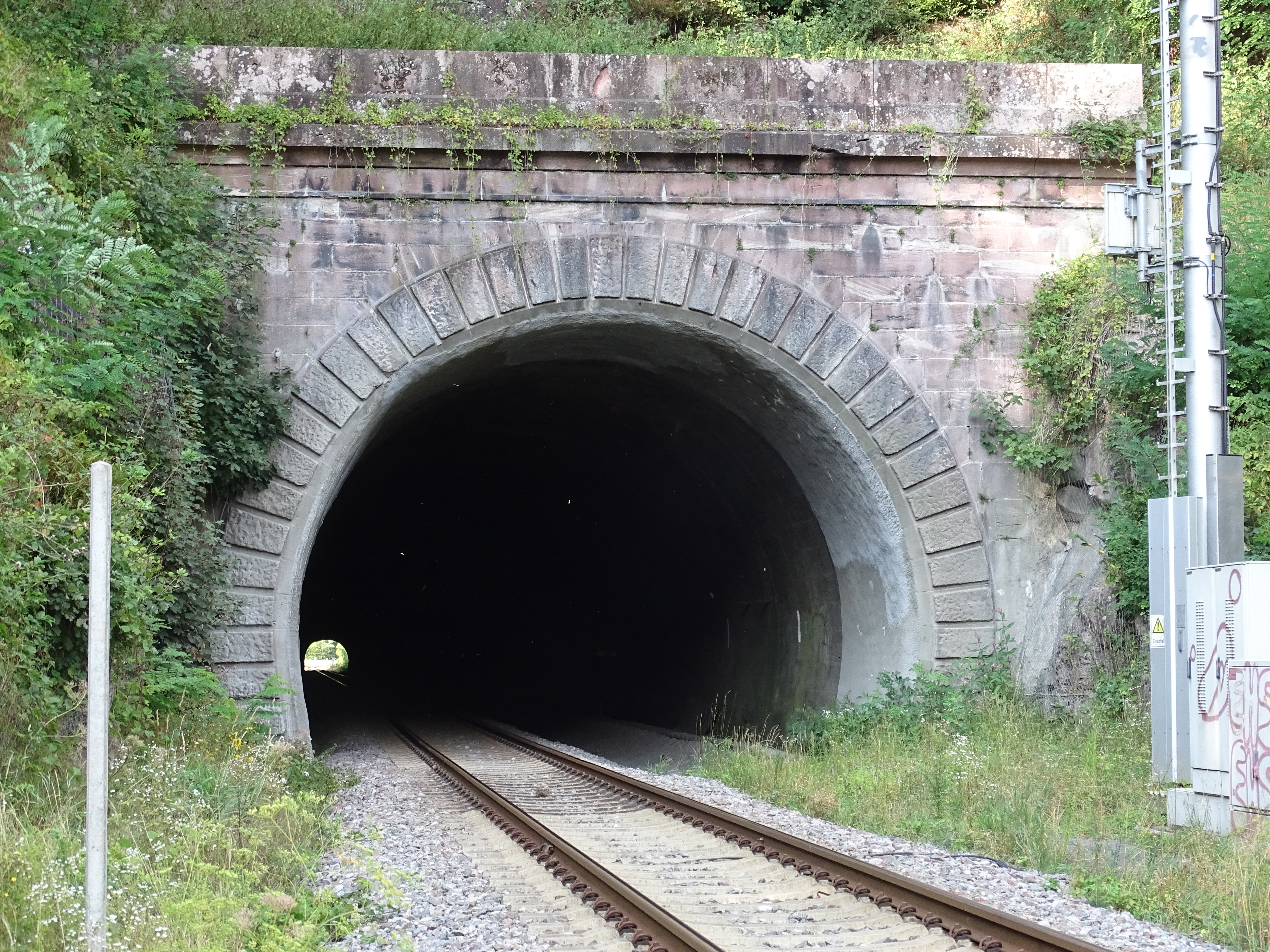
Rudersbergtunnel

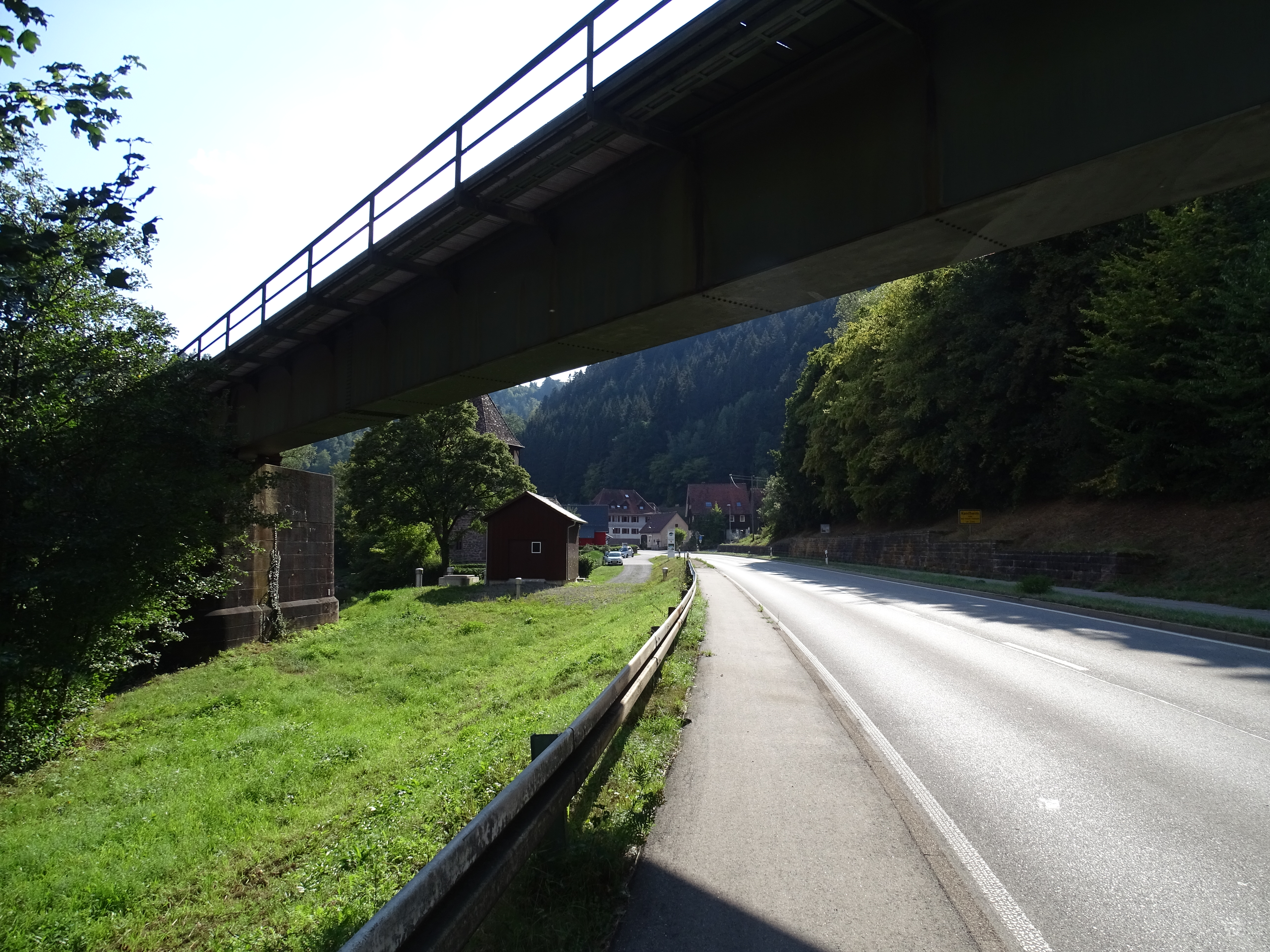
Kentheimer Brücke

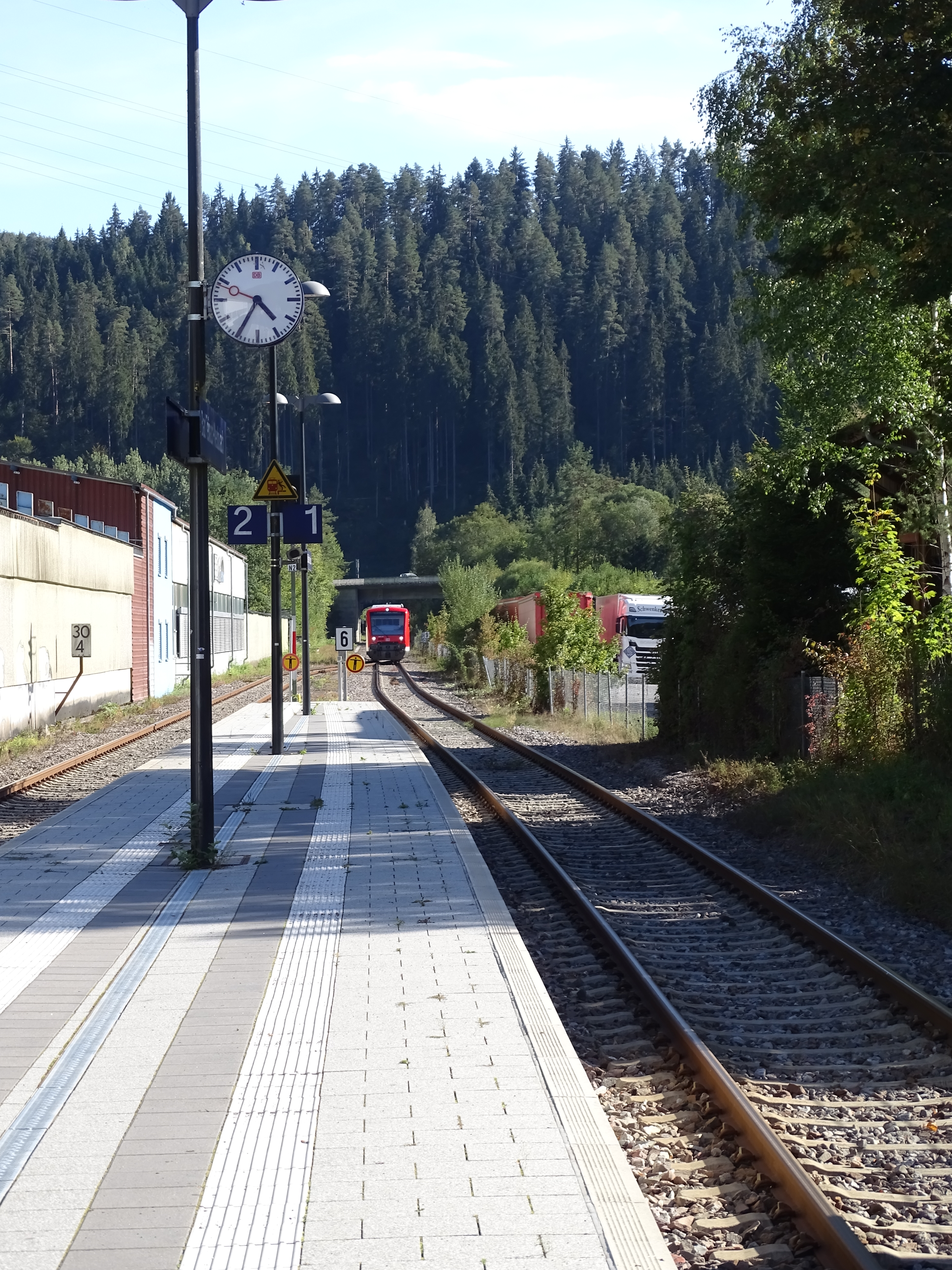
Bahnhof Bad Teinach / Neubulach

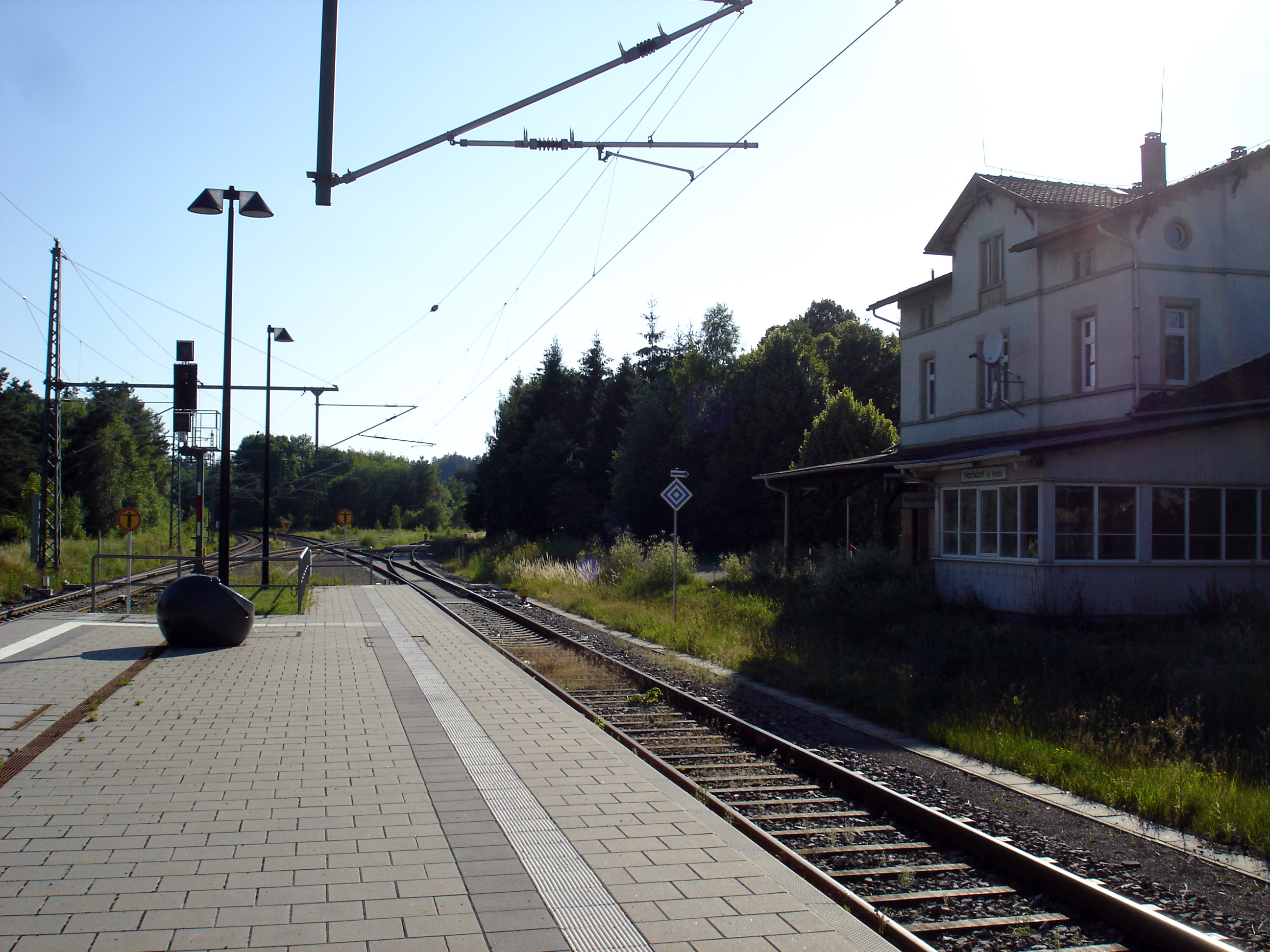
Bahnhof Hochdorf (b Horb)

### Verlauf
Die Nagoldtalbahn verläuft am nordöstlichen Rand des Schwarzwaldes. Von Pforzheim folgt sie zunächst nicht dem Lauf der namensgebenden Nagold, sondern der Enz, ehe nach drei Kilometern im Stadtteil Brötzingen die Enztalbahn nach Bad Wildbad abzweigt und die Nagoldtalbahn durch einen Tunnel das Nagoldtal erreicht. Dessen Verlauf folgt sie bis Nagold und kürzt die Strecke durch mehrere Sporntunnel ab, so dass die Bahnstrecke zwischen Calw und Nagold mehrere Kilometer kürzer als der Verlauf der Straße ist. Ab Nagold nach Süden geht die Landschaft vom Schwarzwald in das Gäu über. Bereits südlich von Wildberg, nach dem Bettenberg-Tunnel, verlässt die Strecke den Talgrund und steigt in Hanglange entlang der Täler der Nagold und der einmündenden Steinach auf 13 Kilometern um 100 Höhenmeter an. Südlich des Nagolder Teilortes Schietingen führt sie durch den Hochdorfer Tunnel auf die Ebene des Oberen Gäus und erreicht beim Bahnhof Hochdorf (b Horb) ihren Endpunkt (511 m). Dort ist sie mit der Bahnstrecke Eutingen im Gäu–Schiltach verknüpft.
Aufgrund der schwierigen topografischen Verhältnisse im Schwarzwald führt die Strecke über zahlreiche Kunstbauwerke. Passiert werden insgesamt 21 Brückenbauwerke, die länger als 20 Meter sind. Meistens werden dabei die Nagold beziehungsweise die parallel führende Bundesstraße 463 überquert. Außerdem besitzt die Strecke neun Tunnel, von denen der Hochdorfer Tunnel zwischen Gündringen und Hochdorf der längste und auch der am höchsten gelegene ist. Der Hochdorfer Tunnel war gleichzeitig mit deutlichem Abstand vor dem Weinsberger Tunnel längster Tunnel im Streckennetz der Königlich Württembergischen Staats-Eisenbahnen (K.W.St.E.).
Von Pforzheim Hauptbahnhof bis zum aufgelassenen Haltepunkt Grunbach-Salmbach verläuft die Strecke auf der Gemarkung des Stadtkreises Pforzheim. Von Unterreichenbach bis zum aufgelassenen Haltepunkt Gündringen durchquert sie den Landkreis Calw, mit Ausnahme des zwischen Unterreichenbach und Bad Liebenzell gelegenen Haltepunktes Monbach-Neuhausen, der zur Gemeinde Neuhausen im Enzkreis gehört.

### Betriebsstellen
Mit Pforzheim Hauptbahnhof, Brötzingen Mitte, Pforzheim-Weißenstein, Unterreichenbach, Bad Liebenzell, Bad Teinach, Wildberg, Nagold und Hochdorf (b Horb) liegen acht Personenbahnhöfe an der Strecke. Im eingleisigen Abschnitt zwischen Brötzingen Mitte und Hochdorf können an diesen Bahnhöfen Zugkreuzungen stattfinden. Mit der Aufgabe des alten Bahnhofs Calw im Jahr 1989 entfiel die dortige Kreuzungsmöglichkeit. Das Gebäude des in den 1980er Jahren aufgelassenen und 2008 reaktivierten Bahnhofs Weißenstein dient heute dem Verein Eisenbahn-Freunde-Pforzheim e. V. zum einen als Museum, in dem der Betrieb eines früheren Bahnhofs dokumentiert wird, zum anderen der Unterbringung der vereinseigenen Modelleisenbahnanlagen.
Obwohl Hochdorf ein Stadtteil von Nagold ist, liegt der gleichnamige Bahnhof auf der Gemarkung der Gemeinde Eutingen im Gäu im Landkreis Freudenstadt. Eine vergleichbare Situation ergibt sich bei insgesamt zwei weiteren Unterwegshalten: Obwohl der aufgelassene Haltepunkt Grunbach-Salmbach auf der Gemarkung von Pforzheim lag, diente er den beiden Ortsteilen von Engelsbrand. Der Bahnhof Bad Teinach bindet den gleichnamigen, rund drei Kilometer entfernt liegenden Kurort an, liegt jedoch auf der Gemarkung von Calw.

#### Monbach-Neuhausen
Der Bedarfshaltepunkt Monbach-Neuhausen liegt zwischen Unterreichenbach und Bad Liebenzell. Er war zwischenzeitlich aufgelassen und wurde 1998 reaktiviert. Der erste Namensteil rührt vom Monbach her, einem Bach, der in unmittelbarer Nähe in die Nagold mündet. Der zweite Teil steht für die Gemeinde Neuhausen (Enzkreis), auf deren Gemarkung er sich befindet. Im näheren Umfeld des Haltepunktes befinden sich nur wenige Häuser. Der Ortskern der Gemeinde Neuhausen liegt rund drei Kilometer und 160 Höhenmeter entfernt und wird durch ein Waldgebiet vom Haltepunkt abgetrennt. Die Station dient somit fast ausschließlich dem Ausflugsverkehr.

## Fahrzeugeinsatz
Der Personenverkehr wurde unter anderem mit Lokomotiven der Baureihen 24, 38, 75 und 93, der Güterverkehr mit Lokomotiven der Baureihen 57.4, 57.10 und 93 abgewickelt. Nach der Umstellung von Dampf- auf Dieselbetrieb wurden dann bis 1988 Uerdinger Schienenbusse und lokomotivbespannte Züge mit den Baureihen 212 und 215 sowie später 218 als Personenzüge eingesetzt. Ab Januar 1988 wurde der Verkehr überwiegend mit den zweiteiligen Dieseltriebwagen der Baureihe 628 bestritten. Einzelne lokomotivbespannte Züge wurden noch durch die Baureihe 212 erbracht. 2005 erfolgte die Ablösung durch Triebwagen der Baureihe 650, die im Bahnbetriebswerk Tübingen beheimatet sind. Für die Bedienung des Bahnhofs Nagold im Güterverkehr kommen heute Diesellokomotiven der Baureihe 294 zum Einsatz.
Für 2024[veraltet] plant die Deutsche Bahn einen einjährigen, vom Ministerium für Verkehr Baden-Württemberg unterstützten Probebetrieb eines zweiteiligen, wasserstoffbetriebenen Triebzuges vom Typ Siemens Mireo Plus H auf der Linie. Das Elektrifizierungskonzept des Landes Baden-Württemberg empfiehlt den Einsatz von Batterie-Hybrid-Zügen auf der Strecke.

## Verkehr

### Personenverkehr
Im Zuge der europaweiten Ausschreibung des Bahnbetriebes wird der Personennahverkehr seit Ende 2005 von der Deutschen Bahn betrieben, zunächst von DB ZugBus RAB, seit 1. Januar 2022 von DB Regio. Der Betreiber bewirbt die Verbindung zusammen mit den Zügen auf dem Abschnitt Tübingen–Horb der Bahnstrecke Plochingen–Immendingen seit 2005 als Kulturbahn und hat diesen Namen auch außen auf den Fahrzeugen angebracht.
Auf der Strecke verkehrt im angenäherten Stundentakt die Regionalbahn-Linie RB 74. Im Abschnitt Pforzheim–Nagold wird dieser von Montag bis Freitag tagsüber auf einen Halbstundentakt verdichtet. Zweistündlich werden Züge nach Tübingen durchgebunden.
Zwischen Pforzheim Hbf und Monbach-Neuhausen gilt der Tarif des Verkehrsverbundes Pforzheim-Enzkreis (VPE), zwischen Monbach-Neuhausen und Hochdorf (b Horb) derjenige der Verkehrsgesellschaft Bäderkreis Calw (VGC). Auf der gesamten Strecke gelten zudem das Metropolticket Stuttgart und die Tageskarte RegioX des Karlsruher Verkehrsverbundes (KVV).

### Güterverkehr

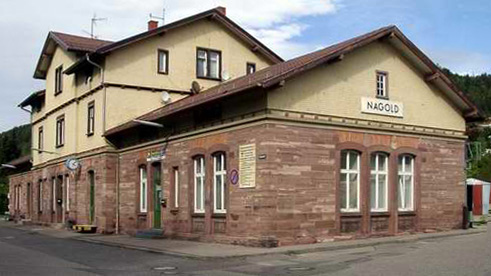
Bahnhof Nagold, einziger verbliebener Gütertarifpunkt entlang der Strecke

Der Güterverkehr verlor in den vergangenen Jahrzehnten zunehmend an Bedeutung. Durch den umfangreichen Personenverkehr sowie zu kurzen Kreuzungsgleisen ist der Streckenabschnitt zwischen Pforzheim und Nagold für Güterzüge nur eingeschränkt nutzbar. Umfangreiche Gleisanlagen besaßen einst die auf Gemarkung der Stadt Pforzheim gelegenen Bahnhöfe Brötzingen und Weißenstein, die zwischenzeitlich jedoch abgebaut wurden. Nachdem der alte Bahnhof von Calw 1989 aufgegeben wurde und ein Jahr zuvor der verbliebene Güterverkehr auf dem Abschnitt Althengstett–Calw der Württembergischen Schwarzwaldbahn eingestellt worden war, ging er weiter zurück. Der einzige Bahnhof, der derzeit noch im Güterverkehr bedient wird, ist Nagold. Nicht zuletzt durch die 1967 stillgelegte Schmalspurbahn nach Altensteig besaß der Bahnhof Nagold im Güterverkehr stets eine große Bedeutung. Heute verfügt in Nagold eine Spedition über ein Anschlussgleis. Es werden regelmäßig Container, Metallerzeugnisse und Holz verladen. In der Regel findet von Montag bis Freitag jeweils um die Mittagszeit eine Bedienfahrt mit der Baureihe 294 von Böblingen nach Nagold statt.